# کارخانجات لوازم خانگی پارس
شرکت لوازم خانگی پارس تولیدکننده لوازم خانگی برقی ایرانی است که در شهر صنعتی البرز قزوین قرار دارد. این شرکت در تاریخ ۶ اردیبهشت ۱۳۵۴ به صورت شرکت سهامی خاص و به دست محمدتقی برخوردار تأسیس شده، پس از انقلاب مصادره، و از تاریخ ۲۸ آذر ۱۳۷۳ به صورت شرکت سهامی عام به کار خود ادامه داده است. عمده محصولات این شرکت در حال حاضر شامل محصولات برودتی، ماشین ظرفشویی، ماشین لباس‌شویی، کولر جاروبرقی و یخچال می‌باشد.

## اشخاص مرتبط
می‌توان به نام محمدتقی برخوردار، بنیان‌گذار کارخانه‌های کارتن البرز، کاشی پارس، سرامیک البرز و پارس الکتریک، به عنوان مؤسس این شرکت نیز اشاره کرد.
امیرمحمد آل یمین مدیر عامل فعلی این شرکت است که از تاریخ ۲۰ مهر ۱۴۰۲ به این سمت منصوب شده است.